# ビアホール名人会
ビアホール名人会（ビアホール・めいじんかい）はTBSラジオの寄席番組。

## 概要
1981年4月より開始、1995年3月終了。
サッポロビールが協賛し、同社のグループであるビアガーデン・ビアホール運営会社「サッポロライオン」の「銀座ライオンビアホール」で開催された落語の高座の模様を録音中継するというものだった。

## 放送時間
- 1981年4月-1983年3月　毎週土曜17:30-18:00
- 1983年4月-1983年9月　毎週土曜17:15-17:45（「ニュースハイライト」の繰上げに伴う）
- 1983年10月-1986年3月　毎週土曜17:00-17:30（「三原順子ファンタジーロード」終了に伴う）
- 1986年4月-1993年3月　毎週土曜17:15-17:45（「井上順のポップストーク」開始に伴う）
- 1993年4月-1995年3月　毎週土曜17:00-17:30（「高橋進の土曜夕刊TBS」枠内内包）

## 案内役
- 1981年4月-1985年3月　鈴木治彦
- 1985年4月-1993年3月　不明
- 1993年4月-1995年3月　高橋進

## オープニング口上
- 「ラベルは黒の本格派。サッポロびん生でおなじみのサッポロビールがお送りする、ビアホール名人会」
- 「伝統の話芸、現代に生きる落語の味をたっぷりお楽しみいただくビアホール名人会の時間がやってまいりました。これからの30分、おしまいまでごゆっくりおくつろぎ下さい」
- 「すっかりおなじみいただきました、ビアホール名人会。きょうも銀座7丁目のライオンビアホール6階ホールに、黄色いお座布団が薄ベニヤの上に、ずっと並びまして、その上にお客様がいっぱいいらっしゃいます」

## 関連番組
- ラジオ寄席 - TBS→TBSラジオが美酒爛漫の協賛で年度下半期（ナイターオフ期間）に放送する公開収録方式の落語寄席番組で、JRN加盟局の一部でも放送。
- 土曜名人会 - 1990年代の初頭までJRN準基幹局の朝日放送（当時）が土曜日の17時台に放送していたサッポロビール協賛・企画ネット方式の上方落語寄席番組。放送上のタイトルは『サッポロビール土曜名人会』で、朝日放送が当時経営していたホテルプラザ内の「ビスタラウンジ」などを公開収録に使用していた。当時同局に在籍していたアナウンサー（菅原裕和など）が進行を担当。